# Taral Hicks
Taral Hicks (New York, 21 settembre 1974) è un'attrice e cantante statunitense.
È sorella della cantante D'Atra Hicks.

## Biografia
Cantante R&B, ha iniziato la sua carriera grazie a Robert De Niro che nel 1993 le affidò un ruolo nel suo film Bronx.
La sua successiva apparizione è stata nel film La giusta causa, con Sean Connery e Laurence Fishburne.
Nonostante la discreta carriera da attrice, Hicks non ha trascurato mai quella di cantante. La sua prima canzone si intitolava Ooh Ooh Baby, ma il suo debutto ufficiale lo ha avuto con l'uscita del singolo Distant Lover.
Nel 1997 ha inciso il suo primo disco intitolato This Time. Ha prodotto anche un video musicale per il singolo Silly, diretto dal regista di videoclip Hype Williams.

## Filmografia

### Attrice
- Bronx (A Bronx Tale) (1993)
- La giusta causa (Just Cause) (1995)
- Educating Matt Waters (1996) - (film TV)
- Uno sguardo dal cielo (The Preacher's Wife) (1996)
- Subway Stories - Cronache metropolitane  (Subway Stories: Tales from the Underground) (1997) - (film TV)
- Belly (A Bronx Tale) (1998)
- Are You Cinderella? (2000)
- 100 Centre Street (2002) - (serie TV 1 episodio)
- Soul Food (2003) - (serie TV 1 episodio)
- The Salon (2005)
- Forbidden Fruits (2006)
- Humenetomy (2007)